# Партизанский крест
Знак военного отличия «Партизанский крест» — государственная награда Польской Народной Республики.

## История
Партизанский крест был учрежден Декретом Польского комитета национального освобождения от 22 декабря 1944 года, как знак военного отличия для награждения участников движения Сопротивления.
Декретом Крайовой Рады Народовой и министром Национальной Обороны Польши от 26 октября 1945 года в Положение о награждении Партизанским крестом было внесено дополнение, в котором говорилось, что «...военным знаком отличия «Партизанский крест» могут быть награждены как поляки, так и иностранные граждане, активные участники движения Сопротивления на территории СССР, Югославии и Франции».
Партизанским крестом награждались руководители и рядовые бойцы движения Сопротивления, партизанских отрядов и подполья, проявившие стойкость, храбрость и мужество в борьбе против гитлеровских оккупантов (по политическим мотивам Партизанский крест редко вручался членам Армии Крайовой).
Право награждения военным знаком отличия «Партизанский крест» принадлежало Совету Министров Народной Польши.
Первое награждение Партизанским крестом было приурочено к первой годовщине победы над Германией и состоялось 9 мая 1946 года в Бельведерском дворце в Варшаве. В числе первых, удостоенных этой награды, были Президент Крайовой Рады Народовой Б. Берут и Маршал Польши М. Роля-Жимерский. В этот же день состоялось награждение Партизанским крестом большой группы руководителей и рядовых бойцов – активных участников движения Сопротивления.
Всего Партизанским крестом было награждено более 55000 человек.

## Положение
Награждение Партизанским крестом производилось:
- за особые заслуги в деле организации движения Сопротивления;
- за отвагу, героизм и выдающиеся заслуги в партизанской борьбе за освобождение Польши в тылу немецко-фашистских захватчиков;
- за личное боевое отличие при выполнении приказов и заданий командования;
- за активное содействие партизанам и подпольщикам.

## Описание знака
Знак Партизанского креста представляет собой позолоченный греческий крест, обрамленный по краям с лицевой и оборотной сторон тисненым орнаментом из листьев лавра.
На лицевой стороне креста надпись:
- на верхнем плече — «ZA»;
- на левом плече — «POLSKĘ»;
- на правом плече — «WOLNOŚĆ»;
- на нижнем плече — «I LUD».

Что вместе означает: «За Польшу, свободу и народ».
В центральной части лицевой стороны креста помещено изображение орла без короны над головой.
На горизонтальной перекладине оборотной стороны креста сделана надпись: «PARTYZANTOM» («Партизанам»).
На вертикальной перекладине креста проставлены даты: вверху — «1939», внизу — «1945».
Все надписи и изображения на кресте выпуклые.
Размеры креста 38 х 38 мм. Ширина плеча 8,5 мм.
В верхней части креста имеется ушко, которым при помощи кольца крест крепится к ленте.
Лента Партизанского креста шелковая муаровая темно-зеленого цвета с двумя черными продольными полосками по бокам. Ширина ленты 37 мм, ширина черных полосок 7 мм каждая.
Партизанский крест носится на левой стороне груди после золотой медали «Заслуженным на поле Славы».